# 金石镇 (达州市)
金石镇，是中华人民共和国四川省达州市通川区下辖的一个乡镇级行政单位。

## 行政区划
金石镇下辖以下地区：
街道社区、土门村、燎原村、月岩村、四基村、吹角村、四凡村、金山村、跑马村、巨家村、毅力村、火箭村、七里村、高洞村、柳潭村、阳鹤村、高兴村和破石村。